# 주오히로사키역
주오히로사키역(일본어: 中央弘前駅)은 일본 아오모리현 히로사키시에 위치한 고난 철도 오와니 선의 철도역이다. 이 노선의 종점이며, 단선 승강장 1면 1선의 구조를 갖춘 지상역이다.

## 이용 현황
| 승차 인원 추이 | 승차 인원 추이     | 승차 인원 추이       |
| 연도           | 1일 평균 승차 인원 | 1일 평균 승하차 인원 |
| -------------- | ------------------ | -------------------- |
| 2004           | 893                | 1,814                |
| 2005           | 910                | 1,800                |
| 2006           | 762                | 1,542                |
| 2007           | 658                | 1,317                |
| 2008           | 607                | 1,227                |
| 2009           | 512                | 1,027                |
| 2010           | 499                | 1,014                |
| 2011           |                    | 961                  |
| 2012           |                    | 937                  |
| 2013           |                    | 897                  |
| 2014           |                    | 845                  |
| 2015           |                    | 737                  |

## 역 주변
- 히로사키 대학 의학부
- 히로사키 대학 의학부 부속 병원
- 도호쿠 여자 단기 대학
- 히로사키 주오 병원

## 역사
- 1952년 1월 26일 : 히로사키 전기 철도의 역으로서 개업.
- 1970년 10월 1일 : 고난 철도로 양도.
- 1986년 4월 1일 : 업무 위탁화.
- 1997년 4월 1일 : 운행 취급 업무 위탁화.

## 인접 역
| 고난 철도 오와니 선    | 고난 철도 오와니 선 | 고난 철도 오와니 선 |
| ---------------------- | ------------------- | ------------------- |
| 히로코시타 오와니 방면 | ■ 오와니 선         | 시·종착역           |